# جام بوقلمون
جام بوقلمون (به انگلیسی: The Turkey Bowl) یک فیلم کمدی ورزشی آمریکایی محصول سال ۲۰۱۹ به کارگردانی گرگ کولیج با بازی رایان هانسن، مت ال جونز، آلن ریچسون و کریستن هگر است. این فیلم توسط لاینزگیت در ایالات متحده در ۱۵ نوامبر ۲۰۱۹، از طریق سینماها و بر روی ویدئوهای معمولی و دیجیتال بر روی پلتفرم‌های تقاضا منتشر شد.

## خلاصه داستان
یک مرد شهرنشین سی و خرده‌ای ساله به روستای محل تولد خود بازمی‌گردد. او قصد دارد به همراه رفقای دبیرستانش در عید شکر گزاری در یک مسابقه فوتبال حماسی میان‌شهری در مقابل رقبا شرکت کند و …